# Rafał Makowski
Rafał Makowski (Varsavia, 5 agosto 1996) è un calciatore polacco, centrocampista del GKS Tychy.

## Carriera

### Club
Cresciuto nel settore giovanile del Legia Varsavia, ha esordito in prima squadra il 9 agosto 2015 disputando l'incontro di Ekstraklasa pareggiato 1-1 contro il Wisła Cracovia.

### Nazionale
Ha giocato nelle nazionali giovanili polacche Under-19, Under-20 ed Under-21.

## Statistiche

### Presenze e reti nei club
Statistiche aggiornate al 2 ottobre 2021.
| Stagione               | Squadra                | Campionato             | Campionato | Campionato | Coppe nazionali | Coppe nazionali | Coppe nazionali | Coppe continentali | Coppe continentali | Coppe continentali | Altre coppe | Altre coppe | Altre coppe | Totale | Totale |
| Stagione               | Squadra                | Comp                   | Pres       | Reti       | Comp            | Pres            | Reti            | Comp               | Pres               | Reti               | Comp        | Pres        | Reti        | Pres   | Reti   |
| ---------------------- | ---------------------- | ---------------------- | ---------- | ---------- | --------------- | --------------- | --------------- | ------------------ | ------------------ | ------------------ | ----------- | ----------- | ----------- | ------ | ------ |
| 2015-2016              | Legia Varsavia         | EK                     | 7          | 0          | CP              | 2               | 0               | UEL                | 3                  | 0                  |             | -           | -           | 12     | 0      |
| lug. 2016              | Legia Varsavia         |                        | -          | -          |                 | -               | -               |                    | -                  | -                  | SP          | 1           | 0           | 1      | 0      |
| Totale Legia Varsavia  | Totale Legia Varsavia  | Totale Legia Varsavia  | 7          | 0          |                 | 2               | 0               |                    | 3                  | 0                  |             | 1           | 0           | 13     | 0      |
| ago.-dic. 2016         | Pogoń Siedlce          | 1L                     | 15         | 0          |                 | -               | -               |                    | -                  | -                  |             | -           | -           | 15     | 0      |
| lug. 2017              | Legia Varsavia         |                        | -          | -          |                 | -               | -               | UCL                | 1                  | 0                  |             | -           | -           | 1      | 0      |
| lug. 2017-2018         | Zagłębie Sosnowiec     | 1L                     | 18         | 1          | CP              | 1               | 0               |                    | -                  | -                  |             | -           | -           | 19     | 1      |
| 2018-2019              | Radomiak Radom         | 2L                     | 33         | 11         | CP              | 1               | 0               |                    | -                  | -                  |             | -           | -           | 34     | 11     |
| 2019-2020              | Radomiak Radom         | 1L                     | 35         | 7          | CP              | 0               | 0               |                    | -                  | -                  |             | -           | -           | 35     | 7      |
| Totale Radomiak Radom  | Totale Radomiak Radom  | Totale Radomiak Radom  | 68         | 18         |                 | 1               | 0               |                    | -                  | -                  |             | -           | -           | 69     | 18     |
| 2020-2021              | Śląsk Breslavia        | EK                     | 11         | 0          | CP              | 1               | 0               |                    | -                  | -                  |             | -           | -           | 12     | 0      |
| 2021-2022              | Śląsk Breslavia        | EK                     | 9          | 0          | CP              | 0               | 0               | UECL               | 6                  | 0                  |             | -           | -           | 15     | 0      |
| Totale Śląsk Breslavia | Totale Śląsk Breslavia | Totale Śląsk Breslavia | 20         | 0          |                 | 1               | 0               |                    | 6                  | 0                  |             | -           | -           | 27     | 0      |
| Totale carriera        | Totale carriera        | Totale carriera        | 128        | 19         |                 | 5               | 0               |                    | 10                 | 0                  |             | 1           | 0           | 144    | 19     |

## Palmarès

### Club

#### Competizioni nazionali
- Coppa di Polonia: 1

Legia Varsavia: 2015-2016
- Campionato polacco: 1

Legia Varsavia: 2015-2016
- II liga: 1

Radomiak Radom: 2018-2019